# Хафиз Мохаммад Саид
Хафиз Мохаммад Саид — пакистанский исламский радикал, основатель и лидер террористической организации Лашкар-э-Тайба (LeT). Это группировка, известная своими экстремистскими действиями, в том числе террористическими актами в Индии, особенно в регионе Кашмир, где организация ведет вооруженную борьбу против индийских властей.

## Биография
Саид родился в 1950 году в провинции Пенджаб в Пакистане. Он получил образование в области исламских наук и позже стал известным исламским проповедником. В начале 1990-х годов он основал Лашкар-э-Тайба, которая изначально была ориентирована на поддержку мусульман в Кашмире, но затем начала проводить террористические операции на территории Индии и других стран.
Лашкар-э-Тайба (LeT) стала известна своими терактами, включая один из самых известных — теракты в Мумбае в 2008 году, когда группа боевиков, связанная с LeT, захватила несколько объектов в Мумбае, убив более 170 человек. Эти атаки вызвали международный резонанс и осуждение.
Кроме того, Саид также основал организацию Джамаат-уд-Дава (JUD), которая официально зарегистрирована как гуманитарная организация, но на самом деле считается прикрытием для радикальной деятельности и пропаганды, поддерживающей терроризм.
Саид является объектом международных санкций и был внесен в черные списки Организации Объединённых Наций и США как террорист. В 2008 году он был обвинен в организации терактов в Мумбае, однако, несмотря на международное давление, Пакистан долгое время избегал его задержания. Он был арестован несколько раз, но вскоре освобождался, что вызывало критику со стороны мирового сообщества.
Хафиз Саид и его организация остаются важной частью радикальной исламской угрозы в Южной Азии, а также значимой фигурой в международной борьбе с терроризмом.